# 5e législature de la Saskatchewan
La 5e législature de la Saskatchewan est élue lors des élections générales de juin 1921. L'Assemblée siège du 8 décembre 1921 au 9 mai 1925. Le parti libéral est au pouvoir avec William Melville Martin à titre de premier ministre jusqu'en 1922, moment où Charles Avery Dunning le remplace. 
Peu avant les élections, le chef du parti conservateur Donald Maclean (en) quitte la politique pour devenir juge peu avant les élections. L'opposition officielle étant désorganisée et sans représentant officiel en 1921 et 1922, l'indépendant John Archibald Maharg (en) en assume le poste en 1923 et l'indépendant Harris Turner (en) de 1924 à 1925.
George Adam Scott sert comme président de l'Assemblée durant la législature. George Adam Scott le remplace comme président.

## Membres du parlement
Les membres du parlement suivants sont élus à la suite de l'élection de 1921 :
|  | Circonscription électorale | Membre                     | Parti                        |
|  | -------------------------- | -------------------------- | ---------------------------- |
|  | Arm River                  | George Adam Scott          | Libéral                      |
|  | Bengough                   | Thomas Evan Gamble         | Libéral                      |
|  | Biggar                     | John Meikle                | Progressiste (en)            |
|  | Cannington                 | Robert Douglas             | Libéral                      |
|  | Canora                     | H.P. Albert Hermanson      | Libéral                      |
|  | Cumberland                 | George Langley             | Libéral                      |
|  | Cut Knife                  | William Hamilton Dodds     | Libéral                      |
|  | Cypress                    | Henry Theodore Halvorson   | Libéral                      |
|  | Elrose                     | Wilbert Hagarty            | Libéral                      |
|  | Estevan                    | Robert Dunbar              | Libéral                      |
|  | Francis                    | Walter George Robinson     | Libéral                      |
|  | Gravelbourg                | William James Cummings     | Indépendant                  |
|  | Hanley                     | Ernest Redford Ketcheson   | Libéral                      |
|  | Happyland                  | Stephen Morrey             | Libéral                      |
|  | Humboldt                   | Henry Mathies Therres      | Libéral                      |
|  | Île-à-la-Crosse            | Joseph Octave Nolin        | Libéral                      |
|  | Jack Fish Lake             | Donald M. Finlayson        | Libéral                      |
|  | Kerrobert                  | John Albert Dowd           | Libéral                      |
|  | Kindersley                 | Wesley Harper Harvey       | Progressiste (en)            |
|  | Kinistino                  | John Richard Parish Taylor | Libéral                      |
|  | Last Mountain              | Samuel John Latta          | Libéral                      |
|  | Lloydminster               | Robert James Gordon        | Libéral                      |
|  | Lumsden                    | William John Vancise       | Libéral                      |
|  | Maple Creek                | Peter Lawrence Hyde        | Libéral                      |
|  | Melfort                    | George Balfour Johnston    | Libéral                      |
|  | Milestone                  | Bernard Larson             | Libéral                      |
|  | Moose Jaw City             | William George Baker       | Travailliste                 |
|  | Moose Jaw City             | James Pascoe               | Conservateur indépendant     |
|  | Moose Jaw County           | Charles Avery Dunning      | Libéral                      |
|  | Moosomin                   | John Louis Salkeld         | Progressiste (en)            |
|  | Morse                      | John Archibald Maharg      | Indépendant pro-gouvernement |
|  | North Qu'Appelle           | James Garfield Gardiner    | Libéral                      |
|  | Notukeu                    | George Spence              | Libéral                      |
|  | Pelly                      | Sarah Katherine Ramsland   | Libéral                      |
|  | Pheasant Hills             | James Arthur Smith         | Libéral                      |
|  | Pipestone                  | William John Patterson     | Libéral                      |
|  | Prince Albert              | Charles M. McDonald        | Libéral                      |
|  | Redberry                   | George Cockburn            | Indépendant                  |
|  | Regina City                | William Melville Martin    | Libéral                      |
|  | Regina City                | James Albert Cross         | Libéral                      |
|  | Rosetown                   | John Andrew Wilson         | Libéral                      |
|  | Rosthern                   | John Michael Uhrich        | Libéral                      |
|  | Saltcoats                  | George William Sahlmark    | Libéral                      |
|  | Saskatoon City             | Harris Turner              | Indépendant                  |
|  | Saskatoon City             | Archibald Peter McNab      | Libéral                      |
|  | Saskatoon County           | Charles Agar               | Progressiste (en)            |
|  | Shellbrook                 | Edgar Sidney Clinch        | Libéral                      |
|  | Souris                     | John Patrick Gordon        | Progressiste (en)            |
|  | South Qu'Appelle           | Donald Hogarth McDonald    | Indépendant                  |
|  | Swift Current              | David John Sykes           | Indépendant                  |
|  | The Battlefords            | Allan Demetrius Pickel     | Libéral                      |
|  | Thunder Creek              | William John Finley Warren | Progressiste (en)            |
|  | Tisdale                    | Hugh Evan Jones            | Libéral                      |
|  | Touchwood                  | John Mason Parker          | Libéral                      |
|  | Turtleford                 | Archibald B. Gemmell       | Libéral                      |
|  | Vonda                      | James Hogan                | Libéral                      |
|  | Wadena                     | William Henry McKinnon     | Progressiste (en)            |
|  | Weyburn                    | Charles McGill Hamilton    | Libéral                      |
|  | Wilkie                     | Sidney Bingham             | Progressiste (en)            |
|  | Willow Bunch               | Abel James Hindle          | Libéral                      |
|  | Wolseley                   | William George Bennett     | Indépendant                  |
|  | Wynyard                    | George Wilson Robertson    | Indépendant                  |
|  | Yorkton                    | Thomas Garry               | Libéral                      |

Notes:
1. ↑  Langley élu par acclamation le 9 août 1921
2. ↑  Date du scrutin, 18 août 1921

## Représentation
| Parti                    | Parti                        | Membres |
|                          | Libéral                      | 45      |
|                          | Indépendant                  | 7       |
|                          | Progressiste (en)            | 6       |
|                          | Conservateur                 | 2       |
|                          | Indépendant conservateur     | 1       |
|                          | Indépendant pro-gouvernement | 1       |
|                          | Travailliste                 | 1       |
| Total                    | Total                        | 63      |
| Gouvernement majoritaire | Gouvernement majoritaire     | 27      |

Notes: 

## Élections partielles
Des élections partielles peuvent être tenues pour remplacer un membre pour diverses raisons:
| Circonscription  | Député élu                | Parti   | Date de scrutin   | Motif                                                                                     |
| ---------------- | ------------------------- | ------- | ----------------- | ----------------------------------------------------------------------------------------- |
| Regina City      | James Albert Cross        | Libéral | 25 avril 1922     | Se présente à une réélection après une nomination au cabinet                              |
| North Qu'Appelle | James Garfield Gardiner   | Libéral | 5 juin 1922       | Se présente à une réélection après une nomination au cabinet                              |
| Rosthern         | John Michael Uhrich       | Libéral | 5 juin 1922       | Se présente à une réélection après une nomination au cabinet                              |
| Happyland        | Franklin Robert Shortreed | Libéral | 26 juin 1922      | Stephen Morrey meurt en fonction                                                          |
| Cumberland       | Deakin Alexander Hall     | Libéral | 21 août 1922      | George Langley démission de son siège                                                     |
| Regina City      | Donald Alexander McNiven  | Libéral | 19 septembre 1922 | William Melville Martin est nommé juge                                                    |
| Milestone        | Frederick Birthall Lewis  | Libéral | 29 octobre 1923   | Bernard Larson meurt en fonction                                                          |
| Cannington       | Albert Edward Steele      | Libéral | 9 juin 1924       | Robert Douglas meurt en fonction                                                          |
| Wynyard          | Wilhelm Hans Paulson      | Libéral | 20 octobre 1924   | George Wilson Robertson démissionne pour devenir secrétaire de la Saskatchewan Wheat Pool |

Notes: 